# Arçonnay

Arçonnay este o comună în departamentul Sarthe, Franța. În 2009 avea o populație de 1,861 de locuitori.